# Nupserha ustulata
Nupserha ustulata es una especie de escarabajo longicornio del género Nupserha, tribu Saperdini, subfamilia Lamiinae. Fue descrita científicamente por Wilhelm Ferdinand Erichson en 1834.

## Descripción
Mide 10-20 milímetros de longitud.

## Distribución
Se distribuye por China y Filipinas.